# ماسبری
ماسبری (به هلندی: Maasbree) یک منطقهٔ مسکونی در هلند است که در پیل ان‌ماس واقع شده‌است.